# Epinephelus niphobles
Epinephelus niphobles es una especie de peces de la familia Serranidae en el orden de los Perciformes.

## Morfología
• Los machos pueden llegar alcanzar los 48 cm de longitud total.

## Distribución geográfica
Se encuentra en el Pacífico oriental.